# Olga Thibault

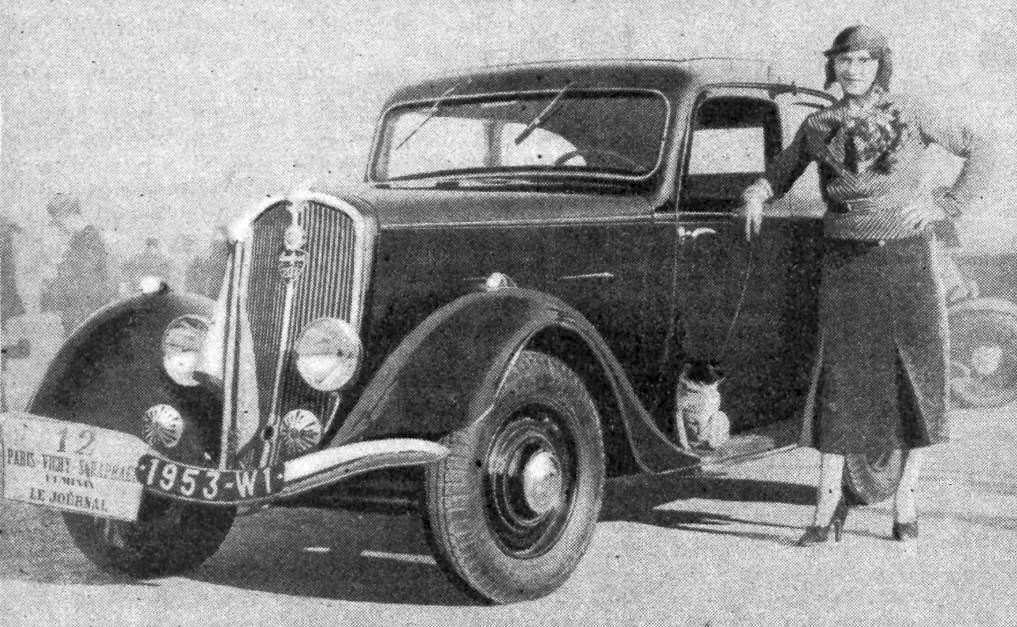
Olga Thibault en vainqueur du rallye Paris - Saint-Raphaël Féminin de 1935, sur Peugeot 201.

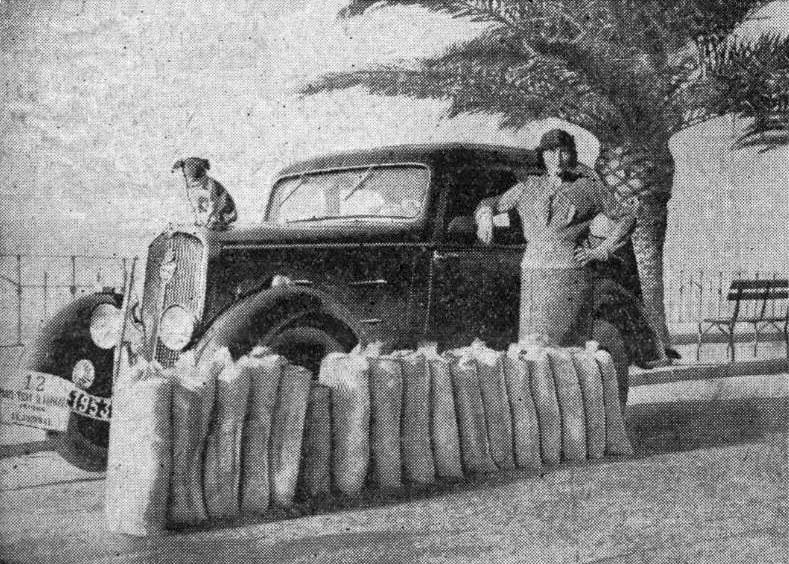
Olga Thibault et sa Peugeot 201 à St Raphael en 1935.

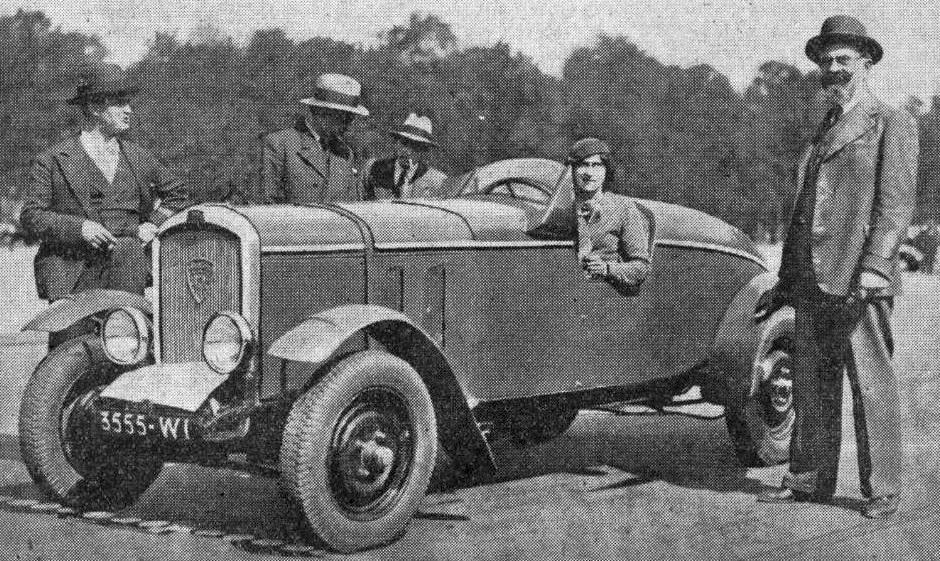
Olga Thibault, troisième du Rallye de Paris 1935 sur Peugeot 401.

Olga Thibault était une pilote automobile française des années 1930, spécialiste de rallyes pour la marque Peugeot.

## Palmarès
- Coupe des Dames du rallye de Dieppe 1930 et 1931 (Peugeot 201)[1];
- Circuit d'Orléans 1932, victoire de classe 1.1L. (Peugeot)[2];
- Coupe des Dames du rallye-réveillon de Reims 1932 (Peugeot)[3];
- Coupe des Dames du rallye Paris-Antibes-Juan-les-Pins 1933 (Renault)[4] et 1935 (Peugeot 301 8CV)[5];
- Coupe des Dames du rallye de Vichy 1934 (Peugeot)[6];
- Coupe des Dames du rallye des fêtes de Paris 1935 (Peugeot 401)[7];
- Rallye féminin de Fontainebleau 1935 (Peugeot)[8];
- Circuit Aiglon 1935 (rallye de régularité entre l'Orne, le Calvados et l'Eure, Peugeot 401);
- Rallye de Berck-Plage 1935 (Peugeot)[9];
- Rallye Paris - Saint-Raphaël Féminin 1935 (Peugeot 201 1 084 cm3);
  - 2e du rallye du Touquet 1935 (Peugeot).

## Notes et références

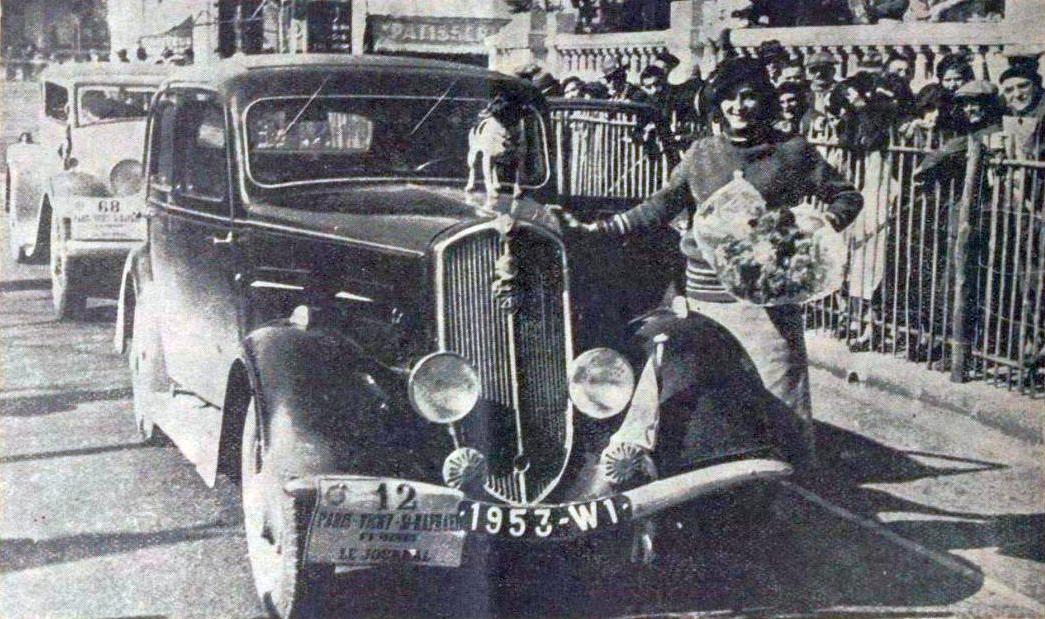
Olga Thibault à Saint-Raphaël en 1935.